# Microlipophrys adriaticus
Microlipophrys adriaticus е вид бодлоперка от семейство Blenniidae. Видът не е застрашен от изчезване.

## Разпространение и местообитание
Разпространен е в България, Гърция (Егейски острови), Италия, Монако, Словения, Турция, Украйна (Крим), Франция и Хърватия.
Обитава крайбрежията на полусолени водоеми и морета.

## Описание
На дължина достигат до 4 cm.